# Polch
Polch è una città di 6 939 abitanti della Renania-Palatinato, in Germania.
Appartiene al Mayen-Coblenza ed è parte della comunità amministrativa di Maifeld.